# Sydir Holubovyč
Sydir Holubovyč, cyrilicí Сидір Голубович (6. března 1873 Tovstenke, dnes Čortkivský rajón – 12. ledna 1938 Lvov), byl rakouský právník a politik ukrajinské (rusínské) národnosti z Haliče, na počátku 20. století poslanec Říšské rady, po první světové válce předseda vlády Západoukrajinské lidové republiky.

## Biografie
Působil jako právník a politik. V letech 1893–1897 vystudoval práva na Lvovské univerzitě. Roku 1902 získal titul doktora práv. Od roku 1903 pracoval jako advokát v Ternopilu, od roku 1905 ve vlastní advokátní kanceláři. V roce 1908 byl jedním z právních zástupců atentátníka Myroslava Sičynského, který zabil haličského místodržícího Andrzeje Kazimierze Potockého. Od roku 1904 do roku 1914 předsedal ternopilské pobočce spolku Prosvita a v téže době byl i vedoucím funkcionářem místního Sokola.
Byl aktivní i politicky. Patřil do Ukrajinské národně demokratické strany. Od roku 1913 zasedal jako její poslanec na Haličském zemském sněmu. Od roku 1915 byl členem Ukrajinské národní rady.
Působil také coby poslanec Říšské rady (celostátního parlamentu Předlitavska), kam usedl ve volbách do Říšské rady roku 1911, konaných podle všeobecného a rovného volebního práva. Byl zvolen za obvod Halič 68. Po roce 1911 byl na Říšské radě členem poslaneckého klubu Ukrajinské parlamentní zastoupení.
Po válce, v době krátké existence Západoukrajinské lidové republiky, se zapojil do vládních struktur tohoto státního útvaru. V roce 1918 se stal ministrem spravedlnosti Západoukrajinské lidové republiky. Později byl po rezignaci Kosta Levyckého od ledna 1919 do června 1919 i předsedou vlády této republiky. Podílel se na jednáních o spojení toto státu s Ukrajinskou lidovou republikou působí na území bývalého carského Ruska. Od června 1919 působil ve vládních strukturách diktátora Jevhena Petruševyče se zodpovědnosti za rezort vnitřních záležitostí. V listopadu 1919 odešel společně s Petruševyčem do exilu do Vídně, ale nebyl členem jeho exilové ukrajinské vlády.
V roce 1922 se vrátil do Lvova a byl od roku 1924 předsedou Ukrajinské národní strany práce (trudová). V roce 1925 se podílel na založení Ukrajinského národně demokratického sjednocení. Následně se ale stáhl z politiky. Od roku 1931 byl advokátem v Založci